# Orthaea panamensis
Orthaea panamensis är en ljungväxtart som först beskrevs av Luteyn och Wilbur, och fick sitt nu gällande namn av J.L. Luteyn. Orthaea panamensis ingår i släktet Orthaea och familjen ljungväxter. Inga underarter finns listade i Catalogue of Life.